# Неонацизм на Украине
Неонацизм в Украине, как и прочие ультраправые политические организации и люди, придерживающиеся неонацистской идеологии, не имеет политической силы. С середины 2000-х годов количество и серьёзность преступлений на почве ненависти в Украине уменьшались. Ультраправым в Украине не удалось создать стабильных структур, они находятся на периферии с 1991 года, когда Украина стала независимой, не представлены в парламенте и не имеют существенного влияния на власть. Праворадикальные партии редко когда получали более 3 % голосов избирателей и получали всего несколько мест в одномандатных округах. Никогда ультраправый кандидат в президенты не получал более 5 %.
Ультраправые радикалы, в том числе неонацисты по собственному признанию, участвовали в конфликте с Россией, переросшем в войну. Они сыграли роль в первые месяцы конфликта весной и летом 2014 года, но их роль часто переоценивается. Более серьёзное влияние в политическом и военном смысле оказали праворадикалы, используемые Россией на стороне сепаратистов в Донецке и Луганске. Со временем их роль уменьшилась с обеих сторон.
К концу 2014 года ультраправые откатились обратно на задворки политической жизни Украины, где они были почти на всем протяжении независимой Украины. Однако в контролируемых Россией ДНР и ЛНР власть приняла право-консервативное направление и использует ксенофобию в своей идеологии и посланиях.

«Украинские нацисты» стали центральной темой российской пропаганды во время войны с Украиной. 24 февраля 2022 года российские интернет-пресса и блоги начали беспрецедентную кампанию оправданию российского вторжения с помощью создания ложной картины Украины как захваченной ультраправыми экстремистами. Оправдание российских преступлений в Буче с помощью обвинений украинцев в нацизме помогает россиянам преодолеть возникающие внутренние противоречия.

## Идеологический фундамент
В 2018 году, по сообщению международной организации Freedom House, на Украине активно действует множество хорошо организованных ультраправых группировок. Кроме этого, почти все националистические партии Украины приняли на вооружение идеи украинского этнического национализма, социального консерватизма, антикоммунизма и антимигрантскую риторику. Отчёт организации заключает, что ультраправые радикалы и экстремисты не имеют значительного политического веса и возможности получить власть в Украине.
В 2013 году исследователь национализма Антон Шеховцов отмечал, что наличие ультраправых партий в Украине является показателем её демократичности и в то же время ограничивает её демократическое развитие. Партия «Свобода» способствует разделению украинского сообщества и ослабляет демократические силы Украины.
Ключевые идеи радикально правых группировок основаны на традиционном украинском национализме и тесно с ним переплетены, однако не стоит путать эти явления. Украинский национализм приобрёл особо сильные позиции лишь на Западной Украине. Именно там в межвоенные годы в противостоянии жёстким репрессиям польских властей прочно укоренился украиноцентризм как реакция на неудачу после всех попыток получения независимости периода 1917—1920 годов. Дальнейшее историческое наследие таких организаций, как ОУН и УПА, прошло период мифологизации и романтизации постсоветского периода. Многие бывшие члены этих организаций после Второй мировой войны осели в странах Запада и, по заключению шведского историка Пера Рудлинга, разработали для самообслуживания свою собственную историческую мифологию, которая прославляла боевиков ОУН-УПА и игнорировала их военные преступления. Все националистические течения Украины объявляли себя законными наследниками идеологии ОУН-УПА и всячески подчёркивали свою связь с ними.

## ПослеОранжевой революции
Несмотря на культурные различия, этническое разделение на Украине относительно мало́. Украинцы не были враждебно настроены к России и к россиянам до начала агрессии России против Украины в 2014 году. Даже после начала российско-украинской войны ультраправые партии не использовали антагонизма к россиянам в качестве своего политического послания для привлечения избирателя. С середины 2000-х годов количество и серьёзность преступлений на почве ненависти в Украине уменьшались. Так, в 2007 году — наихудшем до 2014 года по нападениям на почве ненависти — Украина зарегистрировала 88 нападений с 6 смертями на почве ненависти, в то время как в России в том же году было 625 пострадавших и 94 смерти из-за нападений ультранационалистов. Одним из факторов этого являлось небольшое число неонацистских активистов в Украине, по сравнению с Россией с её большим количеством молодых расистов. Так, согласно одной оценке, численность «организованных неонацистских скинхедов в Украине в 2008 году не превышала двух тысяч, в то время как в России оценки колеблются от двадцати тысяч до семидесяти тысяч членов фашистских скинхедских групп».
После украинской Оранжевой революции 2004 года российские пресса и власти стали все больше называть Украину «фашистским государством», несмотря на то, что ультраправые партии в независимой Украине оставались слабыми, а среди украинской власти не было «фашистов». Основная политическая борьба в Украине 1991—2014 годов шла между национал-демократами и пророссийскими партиями. Однако в этот период выросло и окрепло молодежное неонацистское движение, а 14 октября 2006 года состоялась первая относительно массовая собственно неонацистская демонстрация.
Вопрос предполагаемого влияния ультраправых в Украине стал особенно политизированным во время Евромайдана — украинской революции 2013—2014 годов. Радикально правые популистское движение «Свобода» и «Правый Сектор» получили несоразмерно большое внимание в СМИ России, а также на Западе. Евромайдан, Свободу и Правый сектор россияне видели «неонацистскими». Влияние этих движений на Украину с тех пор изображается преувеличенным в гос. СМИ России, а также в материалах некоторых западных журналистов. Эти движения присутствовали на Евромайдане, однако не преобладали: в 2014 году Свобода участвовала в 18 % демонстраций и Правый сектор — в 6 %. Ультраправым в Украине не удалось создать стабильных структур, они находятся на периферии с 1991 года, когда Украина стала независимой, не представлены в парламенте и не имеют существенного влияния на власть. Праворадикальные партии редко когда получали более 3 % голосов избирателей и получали всего несколько мест в одномандатных округах. Никогда ультраправый кандидат в президенты не получал более 5 %. Одной из причин низкой популярности ультранационалистов было то, что они стремились не объединить общество, но разъединить его, используя антироссийскую и антиеврейскую риторику. Такие ориентированные на этническую принадлежность послания оказались непопулярными, так как антагонизм между украинцами, русскими и евреями в Украине относительно низок.
С другой стороны, низкая популярность проукраинских националистических формирований контрастирует с популярностью, полученной пророссийскими националистическими группами, которые использовали десятилетия советской пропаганды и русификации в свою пользу.
Во время Евромайдана вышли на поверхность некоторые ультранационалистические активисты и организации, ранее не принимавшие участие в политической жизни страны. Они объединились, в 2013 году сформировав «Правый сектор» — партию и анти-Российскую «милицию». Образовалась небольшая коалиция из активистов организаций «Тризуб», «Патриот Украины», УНА-УНСО, «Социал-национальная ассамблея», С14 и «Белый молот». Оценки того, насколько эти группы можно считать неонацистскими, ксенофобными или антисемитскими, разнятся. Андреас Умланд и Антон Шеховцов утверждают, что на момент создания «Правый сектор» объединял частично ультраконсервативные, частично — неонацистские экстремистские группы.
Ультраправые радикалы, в том числе неонацисты по собственному признанию, участвовали в конфликте с Россией, переросшем в войну. Они сыграли роль в первые месяцы конфликта весной и летом 2014 года, но их роль часто переоценивается. Более серьёзное влияние в политическом и военном смысле оказали праворадикалы, используемые Россией на стороне сепаратистов в Донецке и Луганске. Со временем их роль уменьшилась с обеих сторон.
К концу 2014 года ультраправые откатились обратно на задворки политической жизни Украины, где они были почти на всем протяжении независимой Украины. Однако в контролируемых Россией ДНР и ЛНР власть приняла право-консервативное направление, и использует ксенофобию в своей идеологии и посланиях.

В середине 2000-х партия Свобода прекратила использование символа «Вольфсангель» и приняла более нейтральный и украинизированный символ, изображающий одновременно трезубец (герб Украины) и победу.
Официальной идеологией Социал-национальной партии Украины (СНПУ) был социал-национализм, представляющий собой отсылку к Организации украинских националистов. Символ СНПУ напоминает зеркальное отражение символа Вольфсангель, который распространён среди европейских неонацистских организаций и использовался некоторыми подразделениями СС.
Как пишет журналист Лев Голинкин, проявлениями тенденции можно считать погромы цыган, антисемитские инциденты, нападения на сторонников феминизма и активистов ЛГБТ-сообществ. Кроме акций насилия, процесс эскалации общественных настроений сопровождался установлением запретов на книги, давлением на местную прессу, постепенным введением ограничений личных свобод граждан (см. права человека на Украине) и героизацией нацистских коллаборационистов, которая спонсируется украинским государством. Острота этой проблемы была отражена в публикациях Всемирного еврейского конгресса, Центра Симона Визенталя, Human Rights Watch, Amnesty International и Freedom House.
Помимо этого, насилие в символической форме вандализма также делает своей целью общественные институты и мемориальные объекты, связанные с национальными меньшинствами: польское военное кладбище на Волыни, памятники жертвам Холокоста, памятники венгерскому национальному и культурному наследию в Закарпатье и церкви, принадлежащие Русской православной церкви Московского патриархата. Серия жестоких нападений сразу в нескольких украинских городах во время демонстраций марта 2018 года заставила организацию Amnesty International выступить с необычайно жёстким заявлением о том, что украинская власть быстро теряет свою монополию на насилие.
По заключению Freedom House, всё это сопровождается насаждением атмосферы страха, которая резко усилилась после нападения националистов из радикальной группировки C14 на киевского антивоенного деятеля Станислава Сергиенко. При этом во многих случаях нападающие редко получают наказание за совершение своих преступлений, а украинская полиция предпочитает брать под стражу не их, а мирных демонстрантов. Более того, группировка C14 заключила с Киевской городской администрацией соглашение, по которому националисты организовали «муниципальную стражу» для контроля за улицами столицы. В Киеве появились сразу три таких подразделения и как минимум 21 — в других городах Украины.
В 2010-е годы на базе общих воззрений украинские радикалы активно взаимодействовали с правофланговыми партиями других стран. Например, Украинская национальная ассамблея сотрудничает с ультраправой Национал-демократической партией Германии, а партия «Свобода» является членом Альянса европейских национальных движений. Накал патриотического настроя в связи с развитием вооружённого конфликта на востоке страны совпал с очевидным возрастанием уровня ненависти в публичном дискурсе и уровня насилия, направленного на уязвимые части украинского общества (например, на ЛГБТ-сообщество). Выводы этих наблюдений были поддержаны исследовательскими результатами Совета Европы в 2018 году.
В 2014 году членами неонацистских «Патриота Украины» и «Социал-национальной ассамблеи» был создан батальон «Азов». Участие Азова в отражении российской агрессии дало им возможность позиционироваться как защитники Родины. В 2018 году исследователи говорили об опасениях по поводу возможного развития неонацизма на Украине в связи с тем, что командир «Азова», Андрей Билецкий, был избран депутатом Верховной рады Украины, а его заместитель, бывший неонацистский активист Вадим Троян, стал исполняющим обязанности начальника Национальной полиции Украины.
В 2017 году исследователи оценивают антисемитизм в Украине как имеющий небольшую поддержку: в президентских выборах 2014 года кандидат-еврей и с двойным украинским и израильским гражданством Вадим Рабинович набрал больше голосов, чем кандидаты от Свободы и Правого сектора, вместе взятые.
По утверждению многих аналитиков, в 2018 году прямое противостояние Порошенко с Аваковым могло закончиться не в пользу президента, тем более тот часто подвергался угрозам со стороны украинских ультранационалистов, которые даже призывали к революции. Вполне возможно, что именно это заставляло главу государства терпеть своего министра внутренних дел, так как только он способен держать группировки экстремистов в узде.

## В российской пропаганде
Некоторые западные исследователи, по мнению политолога Тараса Кузьо, аналогично советской пропаганде, притеснявшей национальные движения, приравняли украинских националистов к нацистам. Эксперт пишет, что в СССР и России тот, кто поддержал независимость Украины и выразил несогласие с интеграцией Украины в «русский мир», называется украинским националистом.
Для продвижения тезиса об «нацизме на Украине» из Президентского фонда культурных инициатив было выделено около 1,6 миллиарда рублей. В рамках концепции в городах России проводятся выставки «Обыкновенный нацизм» с демонстрацией трофеев, захваченных в ходе вторжения на Украину.

### Обвинения в неонацизме как оправдание для вторжения в 2022 году
В качестве оправдания вторжения на Украину 24 февраля 2022 года президент России Владимир Путин использовал не соответствующее действительности представление Украины как неонацистского государства.
Ведущие мировые исследователи истории Второй мировой войны, Холокоста, геноцида и нацизма (Джаред Макбрайд, Франсин Хирш, Тимоти Снайдер, Омер Бартов, Кристоф Дикман и другие) опубликовали в еженедельной газете Jewish Journal заявление, указывающее на «некорректность риторики о неонацизме» и подписанное почти 150 историками. Действия Владимира Путина в нём названы «циничным злоупотреблением термином „геноцид“, памятью о Второй мировой войне и о Холокосте, призванным приравнять Украину к нацистскому режиму и оправдать агрессию России в её адрес». Текст в Jewish Journal гласит, что авторы не намерены идеализировать украинские государство и общество и замечают в нём отдельные элементы ксенофобии, как и в любом государстве, однако это не оправдывает российскую агрессию в отношении Украины. Как отмечает издание The Washington Post, «риторика борьбы с фашизмом глубоко резонирует в России, которая принесла огромные жертвы в борьбе с нацистской Германией во Вторую мировую войну».
Хотя на Украине имеются отдельные военизированные формирования, некоторые участники которых имеют ультраправые взгляды, вроде полка «Азов», никакой широкой поддержки у ультраправой идеологии нет ни в правительстве, ни в армии, ни на выборах: так, в ходе парламентских выборов 2019 года ультраправые националистические партии не сумели получить ни одного места в 450-местной Верховной раде, набрав всего около 2 % голосов избирателей, что гораздо меньше, чем во многих европейских странах. Кроме этого, на территории Украины с 2015 года действует закон «Об осуждении коммунистического и национал-социалистического (нацистского) тоталитарных режимов в Украине и запрете пропаганды их символики" и есть примеры привлечения неонацистов к уголовной ответственности.
Отдельную критику от президента Украины Владимира Зеленского вызвало намерение президента России Владимира Путина «денацифицировать» страну, поскольку его родственники стали жертвами Холокоста. Политолог Андреас Умланд по этому поводу отмечает, что русскоязычный еврей Зеленский с большим отрывом выиграл президентские выборы 2019 года, в то время как его оппонентом был украинец. Мемориальный музей жертв Холокоста в Освенциме выступил с решительным протестом по поводу обвинений Зеленского в неонацизме.
Более 300 учёных-историков из разных стран подписали заявление против попытки приравнять украинское государство к нацистскому режиму. С критикой риторики Путина о «денацификации» выступили Мемориальный музей жертв Холокоста в Освенциме, Мемориальный музей Холокоста в Вашингтоне, Международная ассоциация исследователей геноцида и Объединённая еврейская община Украины.
«Украинские нацисты» стали центральной темой российской пропаганды во время войны с Украиной. До полномасштабного вторжения в Украину российские СМИ лишь изредка обвиняли украинцев в нацизме. Но 24 февраля 2022 года, в день вторжения, частота таких обвинений многократно увеличилась, и с тех пор остаётся на высоком уровне. Российские интернет-пресса и блоги начали беспрецедентную кампанию оправданию российского вторжения с помощью создания ложной картины Украины как захваченной ультраправыми экстремистами. 10 — 20 % российских статей про Украину упоминали нацизм. Оправдание российских преступлений в Буче с помощью обвинений украинцев в нацизме помогает россиянам преодолеть возникающие внутренние противоречия, и поддержка войны среди россиян остаётся высокой.

## Официальное отношение к нацизму
С 2014 по 2021 годы Украина традиционно голосовала против принятия Резолюции ГА ООН о недопустимости определённых видов практики, способствующих расизму, объясняя свою позицию опасением, что резолюция — в предлагаемой форме — может привести к ограничению свободы слова и отказалась поддерживать её «до тех пор, пока сталинизм и неосталинизм не будут осуждаться в равной степени, как и нацизм, неонацизм и другие формы нетерпимости».
В 2015 году на Украине был принят закон об осуждении коммунистического и национал-социалистического (нацистского) тоталитарных режимов на Украине и запрет пропаганды их символики. При этом в законе не идёт речь о запрете неонацизма и его символов — стилизованных форм свастики и рун. На Украине также принят закон о предотвращении и противодействии антисемитизму и об уголовной ответственности за антисемитизм. Украинские и зарубежные эксперты отмечали, что Закон об осуждении коммунистического и нацистского режимов применялся на территории Украины несимметрично. В марте 2024 года Железнодорожный районный суд Львова оштрафовал родителей трёх школьников, которые в помещении лицея выкрикивали «Зиг хайль» одновременно с нацистским приветствием, за ненадлежащее исполнении родительских обязанностей.

## Уровень антисемитизма
По данным Конгресса национальных общин Украины и Группы мониторинга прав национальных меньшинств, уровень ксенофобии и насилия на расовой основе на Украине значительно упал, за исключением регионов Восточной Украины. Однако в докладе израильского министра по делам диаспоры Н. Беннета указано, что в 2017 году количество антисемитских инцидентов, включая десятки актов вандализма в музеях, синагогах и на мемориалах, по Украине удвоилось. Из этих данных следует, что 2017 год стал вторым годом, когда Украина стала лидером среди всех стран бывшего СССР по числу антисемитских происшествий, а в некоторых публикациях указывается, что Украина превосходит все страны бывшего СССР, вместе взятые. Среди других проявлений украинской юдофобии были также упомянуты антисемитская пропаганда в публичном дискурсе, осквернение еврейских кладбищ и мест памяти Холокоста и т. п. при отсутствии эффективной реакции властей.
По данным опросов PEW research, Украина имеет самый низкий уровень антисемитизма в Восточной Европе. Как заявил главный раввин Украины Яков Блайх, мифы о вездесущем фашизме и национализме на Украине не соответствуют действительности, подтверждением чего является избрание этнического еврея (В. А. Зеленского) президентом Украины. При этом кандидат от ультраправых сил набрал лишь 1,6 % голосов.